# 納沃洛基
57°28′N 41°58′E / 57.467°N 41.967°E
納沃洛基 （俄语：На́волоки）是俄羅斯伊萬諾沃州的一個城市，位於伊萬諾沃東北120公里的伏爾加河上。2002年人口11,248人。
1880年代建立，1938年建市。